# Bacharacher Werth
Das Bacharacher Werth (auch: Heyles’en Werth oder Heilissenwerth) ist eine heute unbewohnte Rheininsel, wenige hundert Meter nördlich von Bacharach im Tal des Mittelrheins gelegen.

## Geographie
Die Insel ist circa 800 Meter lang und bis zu 150 Meter breit und flach. Sie ist im Kern aus Hunsrückschiefer aufgebaut und an den Ufern mit Bäumen und Sträuchern bewachsen. Ihr nördliches Drittel nimmt ein Auwald ein. Der übrige, größere Teil der Insel ist mit Weinstöcken bepflanzt. Vom linken Rheinufer ist das Bacharacher Werth  durch den Flussarm der Hahnen getrennt. In ihm liegen mehrere Untiefen des Rheins, beispielsweise die Diebsteine. Nördlich der Insel liegt das wilde Gefähr, eine frühere Stromschnelle. Beim Ausbau des Rheins wurde ein vom Nordende des Bacharacher Werths ausgehendes Parallelwerk gebaut.

## Geschichte
Als erster nachweislicher Besitzer des Bacharacher Werths wurde 1593 Hans Heylesen in einer Urkunde von Pfalzgraf Friedrich IV. bestätigt. Seit 1797 befindet sich die Insel als exklusive Weinlage im Besitz des Weingutes Friedrich Bastian. Die Hugenotten-Familie war 1635 in das Viertälergebiet um Bacharach eingewandert. Mehr als 150 Jahre bis 1970 war die Insel zwar landwirtschaftlich, aber nicht für den Weinbau genutzt.
Auf dem Merianstich von 1645 und einer Postkarte von 1910 aus der Bildersammlung des Bacharacher Geschichtsvereins ist ein Wohngebäude zu sehen, das wie eine herrschaftliche Villa erscheint. Die Familie Bastian bewohnte die Insel bis 1937. Danach wurde die Villa aufgegeben und verfiel. Im Sommer 1975 dienten das noch betretbare Gebäude sowie ein Teil des Auwalds als Drehort für eine Schlüsselszene des Spielfilms „Im Lauf der Zeit“ des Filmemachers Wim Wenders. Heute steht von den ehemaligen Gebäuden nur noch ein Schuppen.

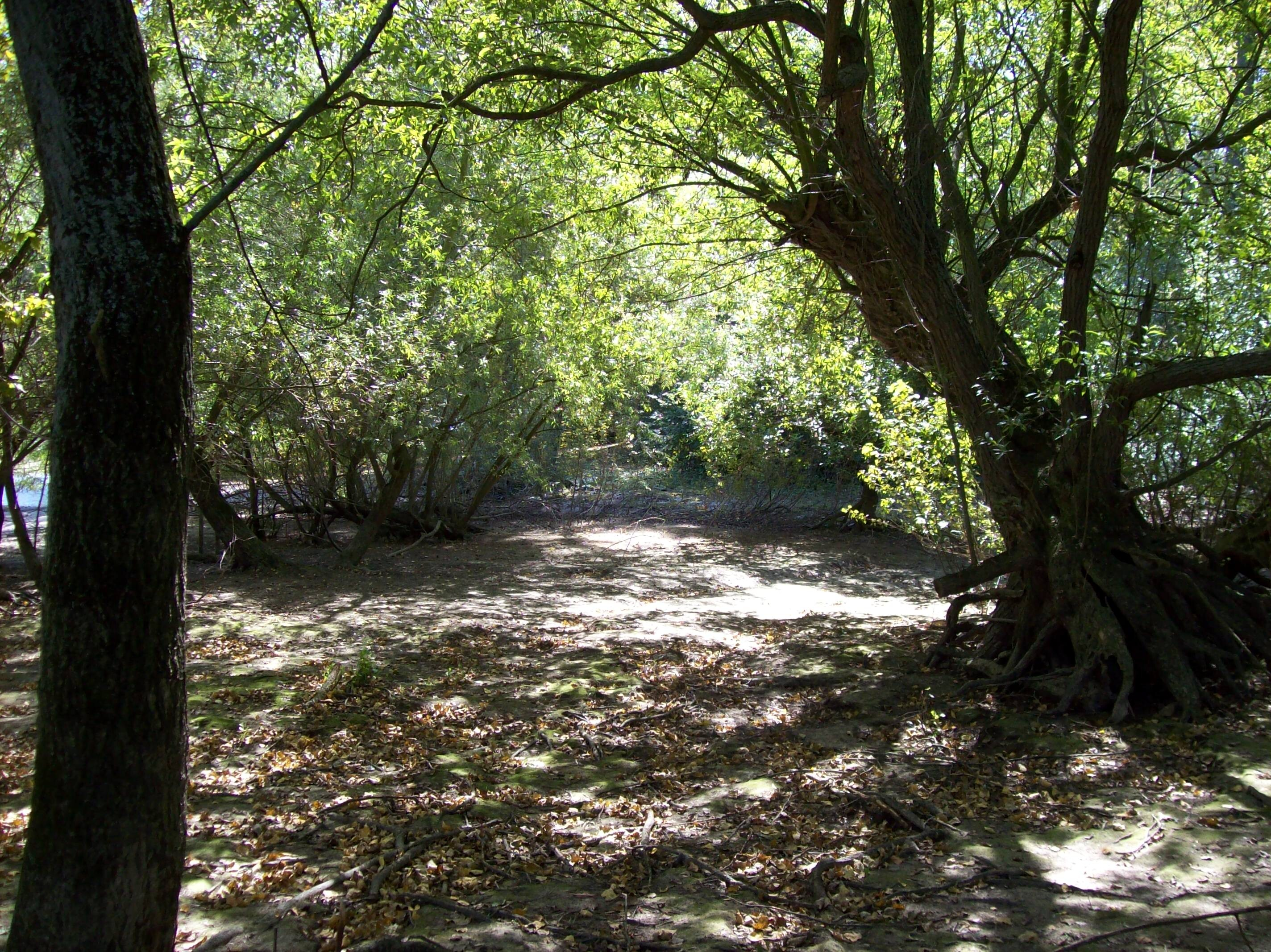
Auwald am Nordende der Insel
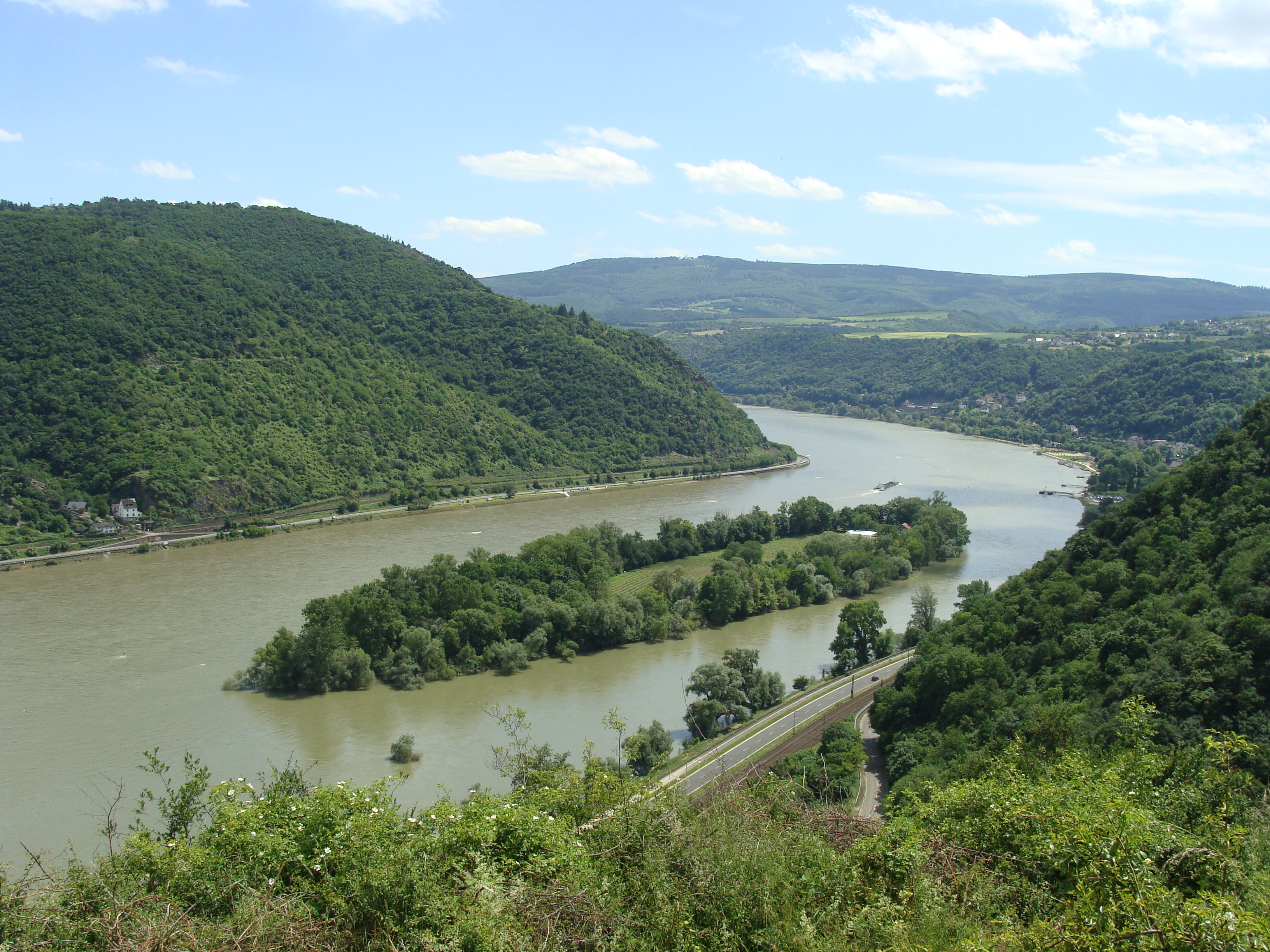
Blick von Nordwest
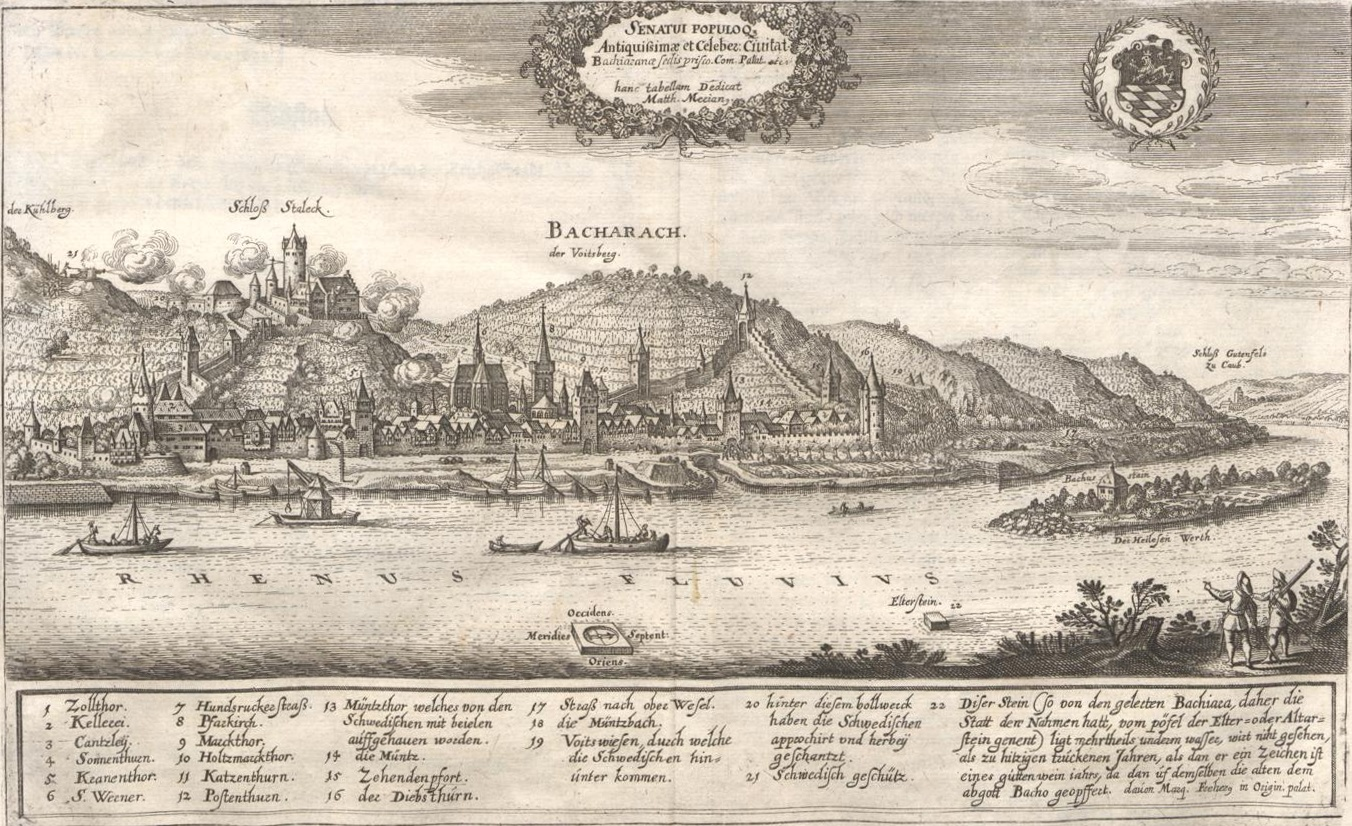
Historische Abbildung von 1645 mit Wohnbau auf der Insel